# Artturi
Artturi ist die finnische Form des Vornamens Arthur. Verbreitet ist auch die Kurzform Arttu.

## Namenstag
Namenstag ist der 31. Oktober.

## Namensträger
- Artturi Kannisto, Linguist
- Arttu Lappi (* 1984), Skispringer
- Artturi Lehkonen (* 1995), Eishockeyspieler
- Artturi Leinonen, Schriftsteller
- Artturi Rönkä (* 1990), Jazzmusiker und Komponist
- Arttu Luttinen (* 1983), Eishockeyspieler
- Arttu Pohjola (* 2001), Skispringer
- Artturi Ilmari Virtanen, Chemiker